# Єрзовка (Лузький район)
Є́рзовка (рос. Ерзовка) — присілок у складі Лузького району Кіровської області, Росія. Входить до складу Папуловського сільського поселення.
Населення становить 39 осіб (2010, 52 у 2002).
Національний склад станом на 2002 рік — росіяни 94 %.